# Nodame Cantabile
Nodame Cantabile (яп. のだめカンタービレ, укр. Нодаме Кантабіле) — манґа Ніномії Томоки, в якій розповідається про життя двох талановитих музикантів Ноди «Нодаме» Меґумі та Чіакі Шінічі.
Манґа вперше з'явилась 10 липня 2001 року в журналі Kiss видавництва Kodansha і виходить досі. Опубліковано 21 танкобон. В Північній Америці серіал публікується видавництвом Del Rey Manga. У 2004 році Нодаме Кантабіле отримало нагороду Kodansha Manga Award, як найкраща сьодзьо манґа.
Манґа адаптована в два різних телевізійних серіали: популярну дораму (перший сезон транслювався в 2006 році, другий сезон почав транслюватися в січні 2008 року) та аніме-серіал (перший сезон транслювався з 2007 по 2008 рік, показ другого сезону закінчився в грудні 2008 року). Показ третього сезону аніме запланований на кінець 2009 року. У 2010 році запланована прем'єра двох повнометражних фільмів за мотивами дорами. Знімання фільмів почнуться в травні 2009 року.
Також за мотивами серії вийшло декілька саундтреків альбомів класичної музики та три відеоігри.

## Сюжет
Чіакі Шінічі — найкращий піаніст університету та чудовий скрипаль, але насправді він хоче бути диригентом. Проте страх подорожей (аерофобія та гідрофобія) не дозволяють йому вирушити до Європи до відомого диригента Себаст'яна Вієйра, який обіцяв стати його вчителем.
Одного дня ввечері Чіакі добре випиває. Наступного дня він прокидається в квартирі своєї сусідки Меґумі Ноди, студентки того ж університету. Приголомшений безладом, який панує довкола нього, та вражений її грою на фортепіано, Чіакі бере на себе турботу про дівчину, яка відразу ж закохується в нього.
Випадок дозволяє Чіакі, який не може виїхати в Європу, колиску класичної музики, вчитися диригуванню. У консерваторію, де він вчиться, приїжджає знаменитий диригент Штрезман, щоб викладати там протягом року. Він збирає всіх талановитих студентів в особливий оркестр.